# My Songs Know What You Did In The Dark (Light Em Up)
Singles de Fall Out Boy
Alpha Dog
(2009) The Phoenix
(2013)
My Songs Know What You Did In The Dark (Light Em Up) est le premier single de l'album Save Rock and Roll du groupe américain Fall Out Boy après leur hiatus de cinq ans. La chanson est écrite et composée par Butch Walker, John Hill, Patrick Stump, Andy Hurley, Joe Trohman, Pete Wentz. Walker est le réalisateur! Cette chanson a été interprétée par le groupe fictif Das Sound Machine dans le film Pitch Perfect 2 à l'occasion du championnat mondial d'acapella.

## Classements par pays
| Classement (2013)               | Meilleure position |
| ------------------------------- | ------------------ |
| Australie (ARIA)                | 30                 |
| Belgique (Flandre Ultratip 100) | 33                 |
| Canada (Hot 100)                | 19                 |
| France (SNEP)                   | 89                 |
| Irlande (IRMA)                  | 33                 |
| Nouvelle-Zélande (RMNZ)         | 13                 |
| Pays-Bas (Nederlandse Top 40)   | 35                 |
| Pays-Bas (Single Top 100)       | 63                 |
| Tchéquie (IFPI Rádio)           | 28                 |
| Écosse (OCC)                    | 4                  |
| Slovaquie (IFPI Rádio)          | 41                 |
| Royaume-Uni (UK Singles Chart)  | 5                  |
| Royaume-Uni (UK Rock Chart)     | 1                  |
| États-Unis (Hot 100)            | 13                 |
| États-Unis (Pop Airplay)        | 7                  |
| États-Unis (Alternative Songs)  | 2                  |

## Certifications
| Pays                    | Certification | Unités certifiées |
| ----------------------- | ------------- | ----------------- |
| Australie (ARIA)        | Platine       | 70 000            |
| Canada (Music Canada)   | 3 × Platine   | 240 000           |
| Danemark (IFPI)         | Or            | 45 000            |
| États-Unis (RIAA)       | 6 × Platine   | 6 000 000         |
| Nouvelle-Zélande (RMNZ) | Or            | 7 500             |
| Royaume-Uni (BPI)       | Platine       | 600 000           |